# لا ثلستينا (دراما)
لاثلستينا أو القوادة (بالإسبانية: La Celestina)‏ اسم يُطلق على العمل المُسمى أولاً كوميديا كاليستو ومليبيا، ولاحقاً الملهاة المأساوية لكاليستو ومليبيا منذ القرن السادس عشر. ويُنسب هذا العمل بالكامل إلى خريج الحقوق فرناندو دي روخاس. كُتب هذا العمل في فترة عصر ما قبل النهضة أثناء حكم الملكين الكاثوليكيين، وترجع الطبعة الأولى المعروفة للعمل إلى عام 1499 في برغش. وضعت كوميديا لا ثلستينا إحدى الاُسس التي عززت ولادة الرواية والدراما الواقعية الحديثة ومارست تأثيراً قوياً، على الرغم من كونه خفياً، في الأدب الإِسباني.
هناك نسختان من العمل: الأولى هي «الكوميديا» التي ظهرت عام 1499، وتكونت من 16 فصلًا، والثانية هي «الملهاة المأساوية» التي ظهرت عام 1502 واشتملت على 21 فصلا. ومن جانب، فإن النقد التقليدي ناقش بعمق النوع الأدبي للا ثلستينا، مُتشككاً في ما إذا كان هذا العمل يجب تصنيفه ضمن الدراما أو الرواية. وبالمقابل، اتفق النقد المعاصر على الإشارة إلى كونه عملاً هجين الطابع، وتصنيفه كحوار نقي وخلّاق ذي نوع جديد، ألا وهو النوع الثلستيني، والذي بدوره يتكون من سلسلة من مقتطفات من لا ثلستينا جنبًا إلى جنب مع أعمال أخرى مستوحاة منها. وساعدت طبيعة العمل غير المُصنفة تحت نوع أدبي محدد أن يقوم بسردها قارئ واحد، مؤديًا أصوات الشخصيات المختلفة أمام جمهور كبير إلى حد ما.
تعد كوميديا لا ثلستينا إحدى روائع الأدب الإسباني، والعالمي وذلك بسبب محتواها الجمالي والفني والوصف النفسي للشخصيات، وخاصة الشخصية الثالثة ثلستينا، والتي ظهرت سماتها الأصلية لأول مرة مع الشاعر الروماني القديم أوفيد في كتابه التحول؛ والتجديد الفني الخاص بالكوميديا الإنسانية، والتي أثبتت الدراسات أن لا ثلستينا استوحيت منها. بالإضافة إلى أن لا ثلستينا تعد من روائع الأدب الغربي.

## السياق التاريخي والاجتماعي

### السياق التاريخي
كُتبت لاثلستينا أو القوادة في عهد الملكين الكاثوليكين فرناندو وإيزابيل، الذين احتفلا بزواجهما عام 1469 واستمر هذا الزواج حتى وفاة الملكة إيزابيل عام 1504، الذي شكل المرحلة الأخيرة لعصر ما قبل النهضة في إسبانيا. وخلال اتحاد السلالة الحاكمة لقشتالة وأراغون، كان اكتشاف الأمريكتين عام 1492، وغزو غرناطة وطرد اليهود، حيث تعد هذه الأحداث الثلاثة ذات أهمية كبيرة في تاريخ إسبانيا. وفي نفس العام، نشر أنطونيو دي نبريخا أول قواعد للغة الإسبانية، وبالإضافة إلى ذلك، قام نبريخا بالتدريس في جامعة سلامنكا، حيث كان فرناندو دي روخاس طالباً، وكل هذا ساعد بدوره في ظهور تيار الإنسانية في إسبانيا.

### السياق الاجتماعي
وفي عام 1492، بدأ الانتقال من العصور الوسطى إلى عصر النهضة. وظهرت الطبعات الأولى لكوميديا كاليستو ومليبيا تحديداً في تسعينيات القرن الخامس عشر. وفي هذه الفترة، تم توحيد جميع مناطق شبه الجزيرة الأيبيرية عدا البرتغال تحت حكم واحد وديانة واحدة هي المسيحية. وسلط كلاوديو سانتشث ألبورنوث الضوء على أهمية أن يكون هناك مسيحي قديم في مجتمع منغلق أمام من ينتمون إلى الديانات الأخرى وهم اليهودية والإسلامية ولكن بالنهاية وصل الأمر إلى رفضهم التام. واضطر المسيحيون المتحولون، وهم الذين كانوا يهودًا من قبل أو لهم أجدادًا من اليهود، إلى إخفاء هويتهم خوفًا من الاشتباه بهم. وفي النهاية، تم طرد أبناء هذه الديانات من المملكة، مع مطاردة محاكم التفتيش لكل من يُشتبه في ممارسته لديانات أخرى حتى لو اضطروا إلى قتله.

## الطبعات
كان العدد الهائل من الطبعات الموجودة للعمل والاختلافات فيما بينهم في السنوات الأولى هو العقبة الأولى أمام دراسة هذا العمل، إضافة إلى حقيقة توسعه من 16 فصل، إلى 21 فصلاً. بالإضافة إلى النظريات المختلفة التي تشير إلى وجود نسخ سابقة ولاحقة للتاريخ الرسمي للعمل؛ إذ يوجد نسختان أساسيتان للعمل، ويطلق عليهما الكوميديا وهي مكونة من 16 فصل، والملهاة المأساوية وتتكون من 21 فصلاً.

### الكوميديا

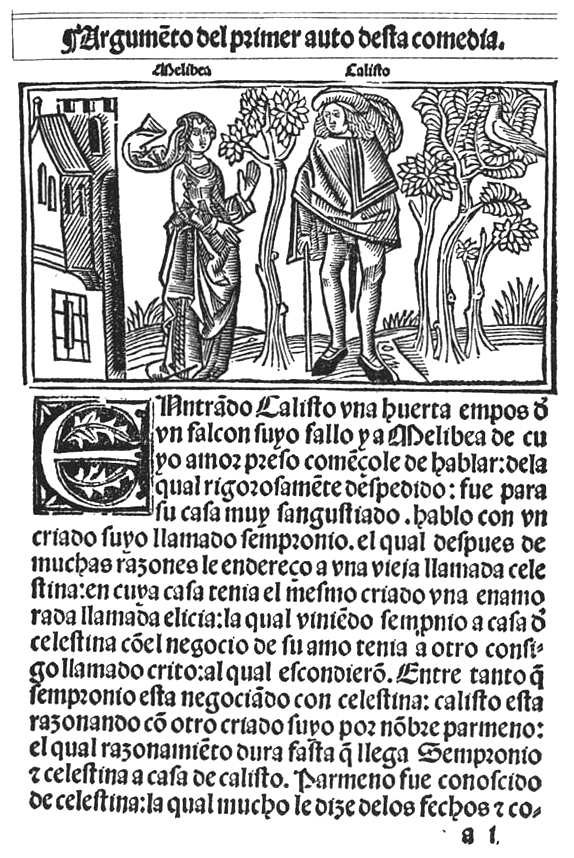
كوميديا كاليستو ومليبيا، بورجوس، 1499.

بالرغم من الاشتباه في وجود طبعة للعمل في وقت سابق، إلا أن الطبعة الأساسية من الكوميديا هي التي نُشرت في برغش بواسطة الطبّاع فادريكي دي باسيليا عام 1499، تحت عنوان كوميديا كاليستو ومليبيا وكاتبها مجهول ومحفوظة في المجتمع الإسباني في نيويورك. مع ذلك، فقد شكك بعض الدارسيين في تاريخ هذه الطبعة وقاموا بتأخيره، متفقين على أن الطبعة الموجودة في طليطلة منذ عام 1500، هي الأولى، ويبدو هذا أكثر احتمالًا، لأن المؤلف كان من لا منشا بتالافيرا، في طليطلة. وتكمن مشكلة الطبعة الموجودة في برغش في كونها تفتقد للورقة الأولى، ولذلك يُفترض فقط أنها تحمل عنوان الكوميديا كبقية النسخ المحفوظة.
وانطلاقًا من طبعة طليطلة، فإن كوميديا لا ثلستينا تتكون من 16 فصل، تحتوي على أبيات المتوَّجة الشعرية ذات الاثنا عشر مقطعًا، والتي يمكن قرأتها على النحو التالي: «لقد أنهى فرناندو دي روخاس المتخرج في كلية الحقوق كوميديا كاليستو ومليبيا، وقد وُلد في لا بويبلا دي مونتالبان». وتتألف طبعة عام 1500 من المقدمة، والأبيات السابق ذكرها، والكلمات الأولى للنص والحبكة. وبسبب فقدان الورقة الأولى لنسخة برغش، اقُترح إمكانية احتواها على نفس العناصر أيضًا، ولكن ليس هناك ما يثبت صحة ذلك.

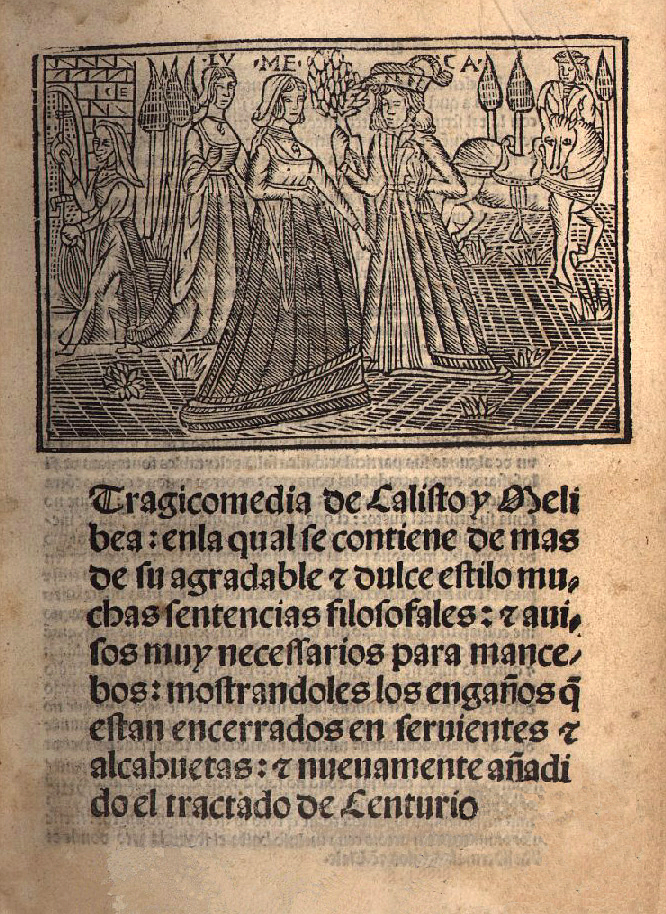
الملهاة المأساوية لكاليستو ومليبيا، 1502.

وأدى النجاح السريع للعمل إلى احتمالية وجود نسخ اّخرى منها قد فٌقدت. وفي عام 1501، نٌشرت نسخة جديدة للعمل في إشبيلية بعنوان كوميديا كاليستو ومليبيا. وأثار ذلك جدلًا واسعًا حول إعطاء ذلك الاسم لنسخة عام 1499 مثل سابقتيها أيضًا، حيث أنها مكونة من 16 فصل. بالإضافة إلى أنه لم يتم إلا حفظ نسخة واحدة فقط من هاتيين السابقتين، ولكنها في حالة جيدة.

### الملهاة المأساوية
ظهرت نسخة جديدة من العمل تحت عنوان الملهاة المأساوية لكاليستو ومليبيا عام 1502. وقد تم إضافة 5 فصول إلى الفصل الأخير، ليصبح عددها 21 فصلاً، وتظهر شخصية ثنتوريو في هذا الفصل الذي يطلق عليه معاهدة ثنتوريو كمقدمة تفسر أن العمل مستوحى من الفيلسوف هرقليطس، حيث قال أن كل الأشياء تم خلقها عن طريق المسابقة أو المعركة، بمعنى أن «الحرب أو الخلاف هو أساس كل الأشياء». ويتجسد هذا المفهوم الجدلي في الحياة التي تم عكسها في العمل من خلال كراهية كل من الخدم والسادة لبعضهم البعض، صغارًا كانوا أو كبارًا، رجالًا أو نساءً، سذجًا أو أذكياءً، وحتى أن اللغة كانت تتصارع مع ذاتها، وتتعارض في استخدام الأسلوب اللاتيني الرفيع بجانب العامي المبتذل.
توجد ستة نسخ من الملهاة المأساوية وترجع جميعها إلى عام 1502. وتُعد نسخة يعقوب كرومبيرجر في قشتالة هي الأبرز على الرغم من وجود ثلاث نسخ أخرى في المدينة نفسها، واحدة في سلامنكا وأخرى في طليطلة. وبلغ نجاح العمل ذروته، حيث إنه في فترة ما بين عامي 1499 و1634 تم حفظ مائة وتسعة نسخة من العمل في إسبانيا. إلى جانب إضافة أربعة وعشرين نسخة مترجمة للفرنسية، وتسع عشرة نسخة للإيطالية، واثنين للألمانية، وواحدة للاتيني الكلاسيكي وأخرى للعبرية. ولكن العمل تحت عنوان الكوميديا والملهاة المـأساوية لم ينل الشهرة الكافية التي نالها العمل تحت عنوان لا ثلستينا، والتي أشار إليها كل من خوان دي بالديس وخوان لويس بيبس في بدايات القرن السادس عشر.

## تأليف العمل
بالرغم من كون فرناندو دي روخاس هو مؤلف العمل، فإن هناك بعض الجدل حول هذه النقطة والذي أدى إلى ذلك هو المؤلف نفسه. فلم يتم توقيع العمل من قِبله ولكن يُذكر اسمه في أبيات المتوَّجة التي تمهد للعمل، والتي تصاحبها رسالة يُكتب فيها أنه في عام 1497 عُثر على الكوميديا بصورة غير مكتملة.
ويرى خوسيه جيرمو جارسيا بالدكاساس وخوسيه أنطونيو برنالدو دي كيروس ماتيو أن هناك مؤلفًا أولا للعمل وأنه لم يكتفٍ بكتابة الفصل الأول فقط، بل واصل كتابة كل الكوميديا حتى موت كاليستو. فيما أضاف روخاس الفصل الأخير وتعقب العمل، عندما كان يدرس الحقوق في سلامنكا لإعجابه الشديد به، حتى أنه أعاد كتابة الفصل الأول وبداية الثاني ثم أضاف خمسة عشر فصلًا ليُتم العمل بذلك؛ وهذا ما تشير إليه النسخة الأولى للعمل وهي الكوميديا.

### وجهات النظر المتباينة حول مؤلف العمل
وتكمن المشكلة الأولى هنا في تتبع روخاس وإيجاد المؤلف الذي كتب الفصل الأول كاملًا وأيضًا إيجاد المادة التي أعاد كتابتها روخاس حتى موت كاليستو. ويُعتقد أن الفصل السابق ذكره هو عبارة عن مخطوطة تم العثور عليها في القصر الملكي وكانت تُدعى آنذاك ثلستينا القصر. ويؤكد أتباع العمل أن البعض يُسند الفصل الأول إلى خوان دي مينا وآخرون يرونه ينتسب إلى رودريجو كوتا.
وكونت هذه الإسنادات المحتملة من قبل فرناندو دي روخاس إشكالية. فقد اُستبعد خوان دي مينا على الفور، لأن شهرته سلطت الضوء على مشكلة تأليف العمل مما يوضح لنا أن روخاس فعل ذلك ليجذب الانتباه إلى عمله مستخدماً اسم ذي مكانة عالية. وتم الترحيب بالعودة لمسار مينا كونه مؤلفا للكتاب، بعد اكتشاف العديد من الأعمال النثرية له والمكتوبة باللاتينية ولكن تم استبعاد هذا المسار لكونه غير محتمل. ويعد رودريجو كوتا هو الاحتمال الأكثر مصداقية، خاصة بعد إيجاد صلة بين لا ثلستينا وعمله حوار بين الحب وعجوز، بالرغم من أن موضوع الحب يبدو مختلفاً في كلا العملين. ولكن ذلك في النهاية لم يتعدٍ نطاق الاحتمالات، حيث لا يوجد ما يؤكد مصداقية ذلك.
فيما تأتي الافتراضية الأكثر احتمالًا هي أن مؤلف هذه الثلستينية غير مكتملة، ويقصد بها العمل ككل وليس الفصل الأول فحسب، هو أراغوني، ينتمي لمقاطعة أراغون كما وضح بالتاسار جراثيان في القرن السابع عشر. ولكن تم صرف النظر عن هذه الافتراضية باعتبار أن ليس لها أي أساس من الصحة ولكنها في الوقت ذاته مرجحة جداً. ويوضح خوسيه جيرمو جارسيا بالدكاساس أن الفصل الأول يتضمن إشارات إلى إجراءات قانونية، والتي كانت تُفسر فقط في سياق القانون الأراغوني لهذه الفترة. أيضاً يتم مدح ملك في هذا العمل، بينما كانت التي تحكم مملكة قشتالة حينذاك ملكة. وكذلك كانت عقوبة كلودينا أن تقضي نصف يوم مرتدية طرطور المساجين فوق سلم في الميدان لممارستها السحر؛ وهذا يحدث فقط في أراغون، فلو كانت في قشتالة لواجهت عقوبة الموت. وكان القانون الأراغوني يحكم بالإعدام السريع حتى عام 1495 في حالة التلبس بالجريمة كما حدث مع خدم كاليستو. وتشير ثلستينا إلى وجود شُفعاء للمتهم، وهذه الهيئة لم تكن موجودة في قشتالة. وكذلك القديس جرجس الذي قارنت به كاليستو. كما احتوت غرفة مؤن كاليستو على نبيذ من مُرْبَاطَرُ، وكان هذا النبيذ محرم استيراده إلى قشتالة منذ عهد خوان الثاني.
وتتطابق مواصفات المدينة التي تجري فيها أحداث العمل مع سرقسطة أو بلنسية؛ فيتحدث العمل عن مدينة كبيرة بها جامعة، والعديد من القصور والأديرة، وعدة قضاة، وعلى الأقل ثلاثة مقابر من التي يجتمع فيها المسلم واليهودي وهو شيء يستحيل حدوثه في قشتالة، وما زالت المصادافات كثيرة.
وأصبحت المشكلة أكثر خطورة، ففي القرن التاسع عشر أنكر بعض الباحثين وجود روخاس، ونقبوا عن مؤلف آخر لإسناد العمل إليه. فيماأظهر كُتاب بدايات القرن العشرين، مانويل سيررانو وسانث عام 1902 وديل بايه ليرسوندي عام 1929 أن فرناندو دي روخاس شخص حقيقي وقدموا وثائق تثبت وجوده وكونه مؤلف العمل.
راجع مارثيلينو مينينديث أي بيلايو هذه الشكوك، والذين قد أثارها كتابًا أمثال لياندرو فرنانديث دى موراتين وخوسيه ماريا بلانكو كرسبو، وكشف كذب ادعاءات روخاس، ويرى أنه فعل ذلك نتيجة لخجله أو لأن المواضيع الأدبية التقليدية بالكاد تخفي حاجته بالخروج عن المألوف من خلال عمله الجرئ لا ثلستينا، والذي ألفه في شبابه. وأضاف أيضًا احتمالية كونه يهودي متحول وبالتالي خوفه من محاكم التفتيش. واستند بيلايو إلى وحدة الإسلوب في العمل والتي تؤكد على نظرية وجود مؤلف واحد له. فيما اعتبر آخرون أن الفصل الأول مجهول الكاتب، وباقي العمل ينتسب إلى فرناندو دي روخاس؛ وبرهنوا على ذلك، باختلاف البنية النحوية للمصادر وبعض صفات الأسلوب في كلا النصين.
ويتجه المؤلف الآن دييرموند إلى التفكير بأن هذه الاختلافات الموجودة بالفعل هي نتيجة لمرور الزمن. ولكن حتى الآن تختلف الآراء، فهناك من يعتقد أن روخاس هو مؤلف الفصول الخمسة المضافة إلى التراجيديا الكوميدية، الفصل المدعو معاهدة ثنتوريو، أو حتى على العكس يُعتقد أن معاهدة ثنتوريو هي نتاج مؤلفات جماعية لأصدقاء مؤمنين بتيار الإنسانية. ووصلت هذه الاختلافات حول شخصية مؤلف العمل إلى النصوص التي تصاحب العمل مثل رسالة، ومقدمة، وأبيات متِّوجة، والمواضيع، ويُنسب جميع ما سبق ذكره عدا المواضيع بشكل عام إلى المؤمن بتيار الإنسانية ألونسو دي برواثا، بينما ترى الفقيهة اللغوية ماريا روسا دي ليدا مالكيل أنها ترجع إلى روخاس.

## النوع الأدبي

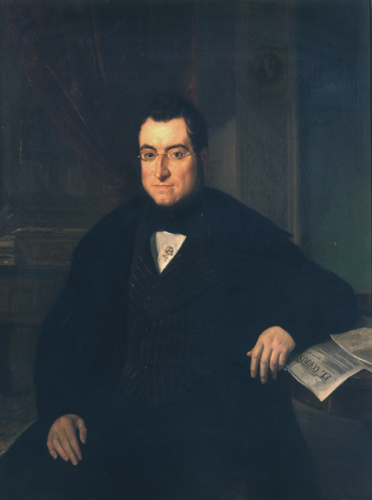
الناقد الإسباني بونابنتورا كارليس أريباو.

أثير الجدل حول النوع الأدبي لعمل لا ثلستينا منذ القرن الثامن عشر. دفعت القواعد غير المرنة للكلاسيكية الحديثة إلى وضعه في قالب كان موجود مسبقًا. ولكن جمود هذه القوالب جعلت ذلك أمرًا مستحيلًا مما أخر تقدير العمل بين الكُتاب البارزين لهذا العصر مثل موراتين والذي أطلق على العمل الرواية الدرامية، وذلك ليدلل على اختلاط الأنواع الأدبية بالعمل وأصالته. وأطلق الناقد الإسباني بونابنتورا كارليس أريباو من تيار النهضة الكاتالونية على العمل الرواية الحوارية.
وتم الاعتراض على تصنيفها ضمن الدراما وذلك لأنها تدور حول نص مبني كليًا على الحوار؛ فطوال العمل يمكن ملاحظة القفزات الزمنية والمكانية التي أبعدت فكرة عرضه في ذلك الوقت. ولكنهم رجحوا قراءته بصوت عالي، كما جرت العادة في تلك الفترة، ولكن هذا لم يتعارض مع اعتبار القارئ له كنص درامي في زمن روخاس. ولكن مع دخول القرن العشرين وتطور وسائل العرض المسرحي، أمكن عرض العمل كاملًا أو مختصرًا، مع أنه لم يُعرض فوق خشبة المسرح ولكن كقراءة درامية.
وناقش مارثيلينو مينينديث أي بيلايو في عمله أصول الرواية، في نهايات القرن التاسع عشر، التعارض وما إذا يجب إدراج العمل ضمن الدراما، وذلك لحيويته وانعدام السرد به أم العدول عن هذه الفكرة لطول العمل المُفرط وجراءته وبنائه حيث يقل الحدث والمشاهد الفارغة. وعلى أي حال، فإن مينينديث أي بيلايو لم يشكك في التأثير الذي أحدثه العمل في الرواية اللاحقة وذلك لواقعيته التصويرية والنفسية.
ولكن من وجهة النظر الحديثة، فإن هذا التعارض الذي أثاره بيلايو ليس له أهمية كبيرة. فمن ناحية طول العمل، فهو تجاري أكثر منه أدبي. وأما عن جرأة العمل، فهي قابلة للنقاش. ويرجع هذا الرأي إلى الفترة السياسية التي عاش فيها بيلايو، وليس للفترة التي يرجع إليها العمل ولا الوقت الحالي أيضًا. وبالنسبة لبنية العمل، فهو لا يختلف كثيرًا عن العديد من الأعمال الأدبية الأخرى التي ظهرت في ذلك الوقت والتي لحقته أيضًا، عندما وصل المسرح إلى أوج ازدهاره في القرون الذهبية، القرن السادس عشر والسابع عشر. وأن مينينديث أي بيلايو ببساطة كان ضحية لأحكامه المسبقة الكلاسيكية وتكوينه الكاثوليكي الذين أثروا سلبًا باستمرار في أحكامه الجمالية.
واستورد نقاد لاحقون في نهايات القرن العشرين مثل ألان دييرموند إدعاءات الناقد أريباو بأن لا ثلستينا هي رواية حوارية، ورأوا أنها واحدة من الأعمال التي مهدت الطريق للرواية الحديثة ومعها أيضاً رواية الكيخوطي، التي تعد العمل الأول الذي يستحق هذه المكانة.
وبالرغم من أن الأغلبية في الوقت المعاصر يرونها عملًا دراميًا، إلا أنه من المستحيل حسم المسألة بطريقة مبسطة، حيث أن الحدث قليل والإيقاع بطيء، والخطاب طويل، والمونولوج مفصل، ولكنه ليس العمل الوحيد الذي يتسم بهذا الطول أو تغيير المناظر. وتحدثت ماريا روسا ليدا عن مسرح لم يتم عرضه. ويعتبر استخدام تقنية الوقت أمرًا تقليديًا في الرواية، إلا أنه ليس حكرًا عليها. ولا يشكك كلًا من ستيفن خيلمان أو أسنسيو في فصل الوقت الضمني عن الوقت الظاهر للعمل. ففي حين أن هناك وقتًا ظاهرًا للعمل تتطور فيه الأحداث بصورة مستمرة، يوجد بالمثل وقتًا ضمنيًا، وهو أطول، ضروريًا لفهم ما يحدث. ويحل خيلمان المسألة مصنفًا العمل على أنه هجين لعدة أنواع، لاحتوائه على الحوار الشامل في الأساس، والذي يراه أمرًا مختلفًا وسابقًا على تبلور الرواية والمسرح كما نعرفها الآن.
واتجهت ليدا عام 1962 إلى الفكرة التي أشار إليها مينينديث أي بيلايو سابقًا، وهي اعتبار العمل ككوميديا إنسانية. فيجب الإشارة إلى الكوميديا الإنسانية كنوع ضمني في بناء لا ثلستينا، وذلك لعدة دوافع: مثل كتابتها من أجل القراءة مع حبكة بسيطة وتطور بطيء، ومفهوم الوقت والمكان. كما أنها مكتوبة علي هيئة نثر، وأيضًا التحكم في الحوار كعامل أساسي بها مع تقسيمها علي هيئة فصول والاهتمام بما هو جمالي.
ولكن لا يمكن التحدث عن الكوميديا الإنسانية لسبيين أساسيين: أولًا عدم كتابتها باللاتينية وخاصة النهاية المأساوية الموروثة من الرواية العاطفية كما يرى دييرموند. وكما أن الحوار لم يكن يستخدم حتى هذه الفترة، حيث أن الرواية والمسرح الحديث الذين يستخدمون نفس الحوار كانوا لا يزالون تحت الإنشاء؛ حيث تتجسد الشخصيات وتُخلق من خلال الحوار. ويرى خيلمان أن لا ثلستينا وضعت الأساس الذي استخدمه ثربانتيس في الحوار في روايته كيخوطي.
ويبرز أيضًا استخدام نوع من المناجاة غير المحدودة، والمونولوج والسخرية والتي يرجع أصلها الي الكوميديا اللاتينية لترنتيوس، والذي كثيرًا ما كان يستخدمها ككتاب تعليمي. كما استخدم هذا النوع في الكوميديا الرثائية، حيث كان للمحبوبة دورًا فعالًا في البيئة المعاصرة.
ويمكن الاستنتاج من كل ما سبق، أنه لا يمكن حسم المسالة بسهولة، بالرغم من الميل الي اعتبار لا ثلستينا عملًا دراميًا. ولكن في الواقع، فلا يوجد نوعًا أدبيًا يضم جميع سمات هذا العمل.

## مصادر العمل

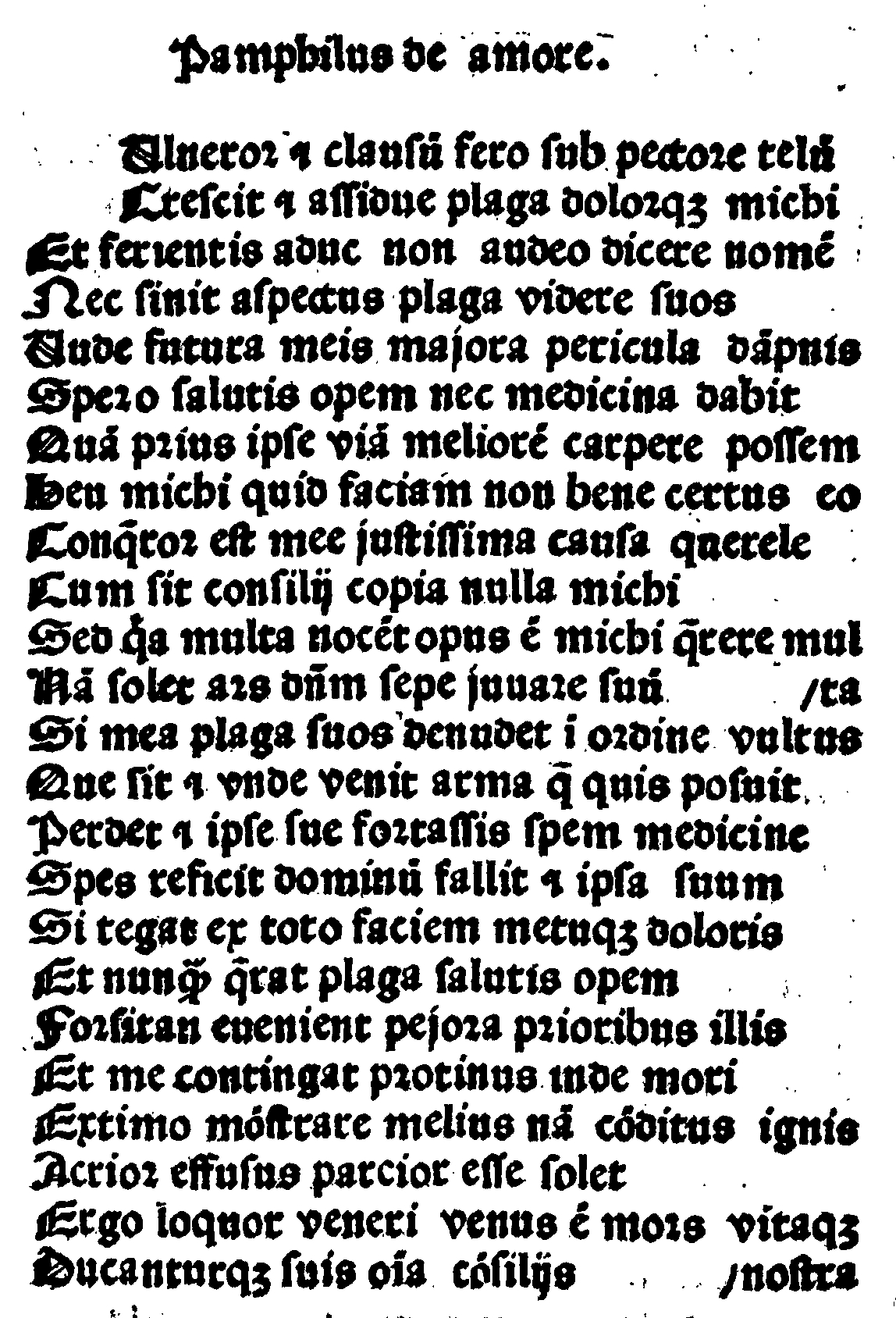
الكوميديا الرثائية.

## الشخصيات

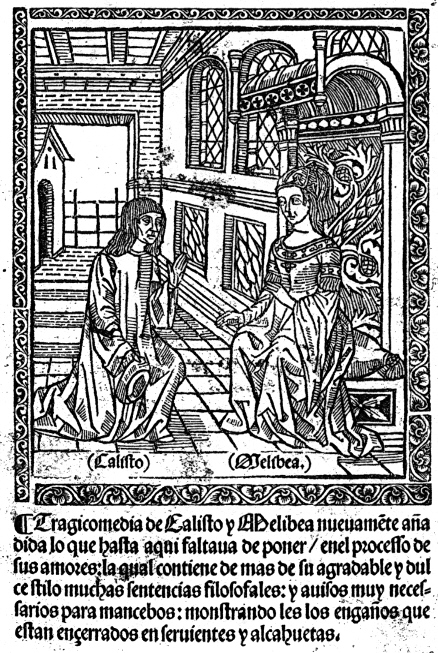
كاليستو راكعاً أمام مليبيا.

## رؤية الأجيال المعاصرة للعمل

ملصق فيلم لا ثلستينا من عام 1996.
لوحة لا ثلستينا لبيكاسو.
ملصق فيلم لا ثلستينا لعام 1969.